# Sauber C37
Der Sauber C37 ist der Formel-1-Rennwagen von Sauber für die Formel-1-Weltmeisterschaft 2018. Er ist der 26. Formel-1-Wagen des Teams. Er wurde am 20. Februar 2018 online der Öffentlichkeit präsentiert.
Die Bezeichnung des Wagens setzt sich, wie bei allen Fahrzeugen von Sauber, aus dem C für Christiane, der Ehefrau von Teamgründer Peter Sauber, gefolgt von einer fortlaufenden Nummer, zusammen.

## Technik und Entwicklung
Wie alle Formel-1-Fahrzeuge des Jahres 2018 ist der Sauber C37 ein hinterradangetriebener Monoposto mit einem Monocoque aus kohlenstofffaserverstärktem Kunststoff (CFK). Außer dem Monocoque bestehen viele weitere Teile des Fahrzeugs, darunter die Karosserieteile und das Lenkrad aus CFK. Auch die Bremsscheiben sind aus einem hitzebeständigen kohlenstofffaserverstärktem Verbundmaterial.
Der C37 ist das Nachfolgemodell des C36. Obwohl das technische Reglement zur Saison 2018 weitgehend stabil blieb, ist das Fahrzeug größtenteils eine Neuentwicklung.
Angetrieben wird der C37 von einem in der Fahrzeugmitte montierten 1,6-Liter-V6-Motor von Ferrari mit einem Turbolader sowie einem 120 kW starken Elektromotor, es ist also ein Hybridelektrokraftfahrzeug. Das sequentielle Getriebe des Wagens hat acht Gänge und wird von Ferrari geliefert. Der Gangwechsel wird über Schaltwippen am Lenkrad ausgelöst. Das Fahrzeug hat nur zwei Pedale, ein Gaspedal (rechts) und ein Bremspedal (links). Genau wie viele andere Funktionen wird die Kupplung, die nur beim Anfahren aus dem Stand verwendet wird, über einen Hebel am Lenkrad bedient.
Die Gesamtbreite des Fahrzeugs beträgt 2000 mm, die Breite zwischen Vorder- und Hinterachse 1600 mm, die Höhe 950 mm. Der Frontflügel hat eine Breite von 1800 mm, der Heckflügel von 950 mm sowie eine Höhe von 800 mm ändert. Der Diffusor hat eine Gesamthöhe von 175 mm sowie eine Breite von 1050 mm. Der Wagen ist mit 305 mm breiten Vorderreifen und mit 405 mm breiten Hinterreifen des Einheitslieferanten Pirelli ausgestattet, die auf 13-Zoll-Rädern von OZ Racing montiert sind. Der Radstand des C37 ist länger als der des Vorgängermodells.
Der C37 hat, wie alle Formel-1-Fahrzeuge seit 2011, ein Drag Reduction System (DRS), das durch Flachstellen eines Teils des Heckflügels den Luftwiderstand des Fahrzeugs auf den Geraden verringert, wenn es eingesetzt werden darf. Auch das DRS wird mit einem Schalter am Lenkrad des Wagens aktiviert.
Anders als sein Vorgängermodell, ist der C37 mit dem Halo-System ausgestattet, das einen zusätzlichen Schutz für den Kopf des Fahrers bietet. Durch dieses System erhöht sich das Gewicht des Fahrzeugs auf 733 kg. Das Halo-System ist dabei mit zwei langen Flügelprofilen versehen, die den Luftstrom beruhigen sollen. Die auffällige Finne an der Motorabdeckung, die das Vorgängermodell hatte, fehlt wegen einer Änderung des technischen Reglements.
Besonders auffällig ist die Nase des Fahrzeugs, hier befinden sich seitlich zwei Lufteinlässe. Außerdem wurde die größte Öffnung des mehrteiligen Lufteinlasses oberhalb des Cockpits nach hinten versetzt, um nicht von den Luftverwirbelungen durch das Halo-System beeinflusst zu werden.

## Lackierung und Sponsoring
Der Sauber C37 ist überwiegend in Weiß und Dunkelrot lackiert.
Es werben Alfa Romeo, Claro, ein Markenname in mehreren Staaten Lateinamerikas für Mobilfunknetze von América Móvil und Uhrenhersteller Richard Mille auf dem Fahrzeug.

## Fahrer
Sauber tritt in der Saison 2018 mit den Fahrern Marcus Ericsson und Charles Leclerc an. Leclerc gibt als Nachfolger von Pascal Wehrlein sein Debüt in der Formel-1-Weltmeisterschaft.

## Ergebnisse
| Fahrer                          | Nr.                             | 1   | 2  | 3  | 4  | 5  | 6   | 7  | 8  | 9  | 10  | 11 | 12  | 13  | 14 | 15 | 16 | 17  | 18  | 19 | 20  | 21  | Punkte | Rang |
| ------------------------------- | ------------------------------- | --- | -- | -- | -- | -- | --- | -- | -- | -- | --- | -- | --- | --- | -- | -- | -- | --- | --- | -- | --- | --- | ------ | ---- |
| Formel-1-Weltmeisterschaft 2018 | Formel-1-Weltmeisterschaft 2018 |     |    |    |    |    |     |    |    |    |     |    |     |     |    |    |    |     |     |    |     |     | 48     | 8.   |
| M. Ericsson                     | 09                              | DNF | 9  | 16 | 11 | 13 | 11  | 15 | 13 | 10 | DNF | 9  | 15  | 10  | 15 | 11 | 13 | 12  | 10  | 9  | DNF | DNF | 48     | 8.   |
| C. Leclerc                      | 16                              | 13  | 14 | 19 | 6  | 10 | 18* | 10 | 10 | 9  | DNF | 15 | DNF | DNF | 11 | 9  | 7  | DNF | DNF | 7  | 7   | 7   | 48     | 8.   |

| Legende  | Legende            | Legende                                                          |
| Farbe    | Abkürzung          | Bedeutung                                                        |
| -------- | ------------------ | ---------------------------------------------------------------- |
| Gold     | –                  | Sieg                                                             |
| Silber   | –                  | 2. Platz                                                         |
| Bronze   | –                  | 3. Platz                                                         |
| Grün     | –                  | Platzierung in den Punkten                                       |
| Blau     | –                  | Klassifiziert außerhalb der Punkteränge                          |
| Violett  | DNF                | Rennen nicht beendet (did not finish)                            |
| Violett  | NC                 | nicht klassifiziert (not classified)                             |
| Rot      | DNQ                | nicht qualifiziert (did not qualify)                             |
| Rot      | DNPQ               | in Vorqualifikation gescheitert (did not pre-qualify)            |
| Schwarz  | DSQ                | disqualifiziert (disqualified)                                   |
| Weiß     | DNS                | nicht am Start (did not start)                                   |
| Weiß     | WD                 | zurückgezogen (withdrawn)                                        |
| Hellblau | PO                 | nur am Training teilgenommen (practiced only)                    |
| Hellblau | TD                 | Freitags-Testfahrer (test driver)                                |
| ohne     | DNP                | nicht am Training teilgenommen (did not practice)                |
| ohne     | INJ                | verletzt oder krank (injured)                                    |
| ohne     | EX                 | ausgeschlossen (excluded)                                        |
| ohne     | DNA                | nicht erschienen (did not arrive)                                |
| ohne     | C                  | Rennen abgesagt (cancelled)                                      |
| ohne     | keine WM-Teilnahme |                                                                  |
| sonstige | P/fett             | Pole-Position                                                    |
| sonstige | 1/2/3/4/5/6/7/8    | Punktplatzierung im Sprint-/Qualifikationsrennen                 |
| sonstige | SR/kursiv          | Schnellste Rennrunde                                             |
| sonstige | *                  | nicht im Ziel, aufgrund der zurückgelegten Distanz aber gewertet |
| sonstige | ()                 | Streichresultate                                                 |
| sonstige | unterstrichen      | Führender in der Gesamtwertung                                   |